# Do młodych (wiersz)
Do młodych – wiersz Adama Asnyka, napisany w 1880, pochodzący z cyklu W Tatrach.

## Forma
Utwór jest napisany przy użyciu oryginalnej strofy pięciowersowej. Składa się z pięciu strof o identycznej budowie. Zwrotki wiersza rymują się według wzoru abaab. Podstawowym wzorcem metrycznym jest jedenastozgłoskowiec. Wersy pierwszy, trzeci i czwarty są jedenastozgłoskowe żeńskie, wers drugi jest dziesięciozgłoskowy męski, a wers ostatni siedmiozgłoskowy męski.
Szukajcie prawdy jasnego płomienia!

Szukajcie nowych, nie odkrytych dróg...

Za każdym krokiem w tajniki stworzenia

Coraz się dusza ludzka rozprzestrzenia,

 I większym staje się Bóg!

## Treść
Wiersz Do młodych jest uważany za utwór o charakterze programowym. Nazywa się go manifestem pozytywistycznym. Liryk Asnyka porównuje się przy tym do Ody do młodości Adama Mickiewicza, która była manifestem romantyzmu. Utwór zalicza się do liryki apelu. Stanowi bezpośredni zwrot do całego młodego pokolenia. Zwrot ten jest wyrażony użyciem 2 osoby liczby mnogiej. Poeta zaleca młodym doskonalenie się poprzez pracę nad sobą i naukę. Jednocześnie prosi ich o szacunek dla przeszłości i jej dokonań. Porusza również kwestię nieuchronności przemijania.
Ale nie depczcie przeszłości ołtarzy,

Choć macie sami doskonalsze wznieść;

Na nich się jeszcze święty ogień żarzy,

I miłość ludzka stoi tam na straży,

 I wy winniście im cześć!